# Homel (stacja kolejowa)
Homel (biał. Гомель, Homiel; ros. Гомель) – stacja kolejowa w Homlu, w obwodzie homelskim, na Białorusi. Stacja posiada 3 perony.

## Historia
Stacja Homel została otwarta w XIX w. na drodze żelaznej libawsko-romeńskiej, pomiędzy stacjami Uza i Nowobielica.